# Joseph Bernardo
Joseph Bernardo (n. 31 mai 1929, Alger, Algeria franceză, Franța – d. 6 decembrie 2023, Marsilia, Provence-Alpes-Côte d'Azur, Franța) a fost un înotător francez, medaliat olimpic. A participat la două ediții ale Jocurilor Olimpice (1948, 1952) în care a câștigat două medalii de bronz.